# ふくしまスーパーJチャンネル
『ふくしまスーパーJチャンネル』（ふくしまスーパージェイチャンネル）は、福島放送で1997年3月31日から2021年10月1日まで放送されていた、『スーパーJチャンネル』を内包したローカルニュース情報番組である。

## 概要
それまで放送されていた「ふくしまニュース1番街」を『スーパーJチャンネル』の開始に伴い、時間帯を拡大する形で開始。
当初はローカル枠を中心だった17時台も段階的に縮小され、前半は全国枠（16時53分 - 17時36分）、後半はローカル枠（17時36分 - 17時54分）となった。
また、テレビ朝日系列の特別番組を放送するときなどは、フルネットする。2015年2月1日からは県内ニュース17時台の放送が第2部ANN枠の1分拡大に伴い17時53分までに変更された。
2020年3月30日から放送時間が10分拡大され、17時台ローカル枠の放送時間が17時33分 - 17時50分に変更され、ANN枠も3分拡大され17時50分に変更された。同時期、17時台の一部コーナーは18時台へ移動した。
2021年10月4日から『福島まるごとライブ ヨジデス』と統合し、『シェア!』にリニューアルする。当番組メインキャスターの岩渕は、同番組の金曜日アシスタントとして、内田と安藤は、同番組のニュースコーナーのキャスターとして、それぞれ続投する。

### 東日本大震災発生後の対応
東日本大震災後、17時台のローカル枠は東京の特集をそのままネットしていたが、2011年9月14日から水曜・木曜・金曜のみ17時台のローカル枠を再開した（キャスターは、猪俣理恵・高島英里奈）。また、震災前に18時台に放送していたグルメ塾などが同時間帯に移動し、県内ニュースも伝える（キャスターは、池田速人）。なお、月曜・火曜は引き続き東京の特集を放送。2012年1月21日の放送で、翌週から17時台のローカル枠が毎日放送されると発表した。
2012年1月23日からは震災前同様、月曜から金曜まで17時36分 - 17時54分は県内版を放送する。また、ふくしまラーメン道やちょっとへそくりも復活。
新潟県内に避難している被災者向けに当番組が同じテレビ朝日系列である新潟テレビ21でも遅れネットという形で3月22日から未明の時間帯に放送され、4月29日に放送終了した。

## 出演者

### キャスター
| 期間                                                                                                 | 期間       | 男性        | 男性     | 男性     | 女性        | 女性       | 女性                |
| 期間                                                                                                 | 期間       | 月曜 - 水曜 | 木曜     | 金曜     | 月曜 - 水曜 | 木曜       | 金曜                |
| --- | ---------- | ----------- | -------- | -------- | ----------- | ---------- | ------------------- |
| 1997.3.31                                                                                            | 1999.10.1  | 寺尾克彦    | 寺尾克彦 | 寺尾克彦 | 羽藤淳子1   | 羽藤淳子1  | 羽藤淳子1           |
| 1999.10.4                                                                                            | 2000.3.31  | 寺尾克彦    | 寺尾克彦 | 寺尾克彦 | 長谷川波香  | 長谷川波香 | 長谷川波香          |
| 2000.4.3                                                                                             | 2003.3.28  | 池田速人    | 池田速人 | 池田速人 | 平方恭子    | 平方恭子   | 平方恭子            |
| 2003.3.31                                                                                            | 2005.3.25  | 池田速人    | 池田速人 | 池田速人 | 大久保尚子  | 大久保尚子 | 大久保尚子          |
| 2005.3.28                                                                                            | 2006.2.28  | 池田速人    | 池田速人 | 飯野雅人 | 大久保尚子  | 大久保尚子 | 笠置わか菜          |
| 2006.3.1                                                                                             | 2007.3.30  | 池田速人    | 池田速人 | 飯野雅人 | 笠置わか菜  | 笠置わか菜 | 莇陽子              |
| 2007.4.2                                                                                             | 2008.3.28  | 池田速人    | 池田速人 | 飯野雅人 | 笠置わか菜  | 笠置わか菜 | 丹野麻衣子          |
| 2008.3.31                                                                                            | 2010.9.24  | 池田速人    | 池田速人 | （不在） | 笠置わか菜  | 笠置わか菜 | 猪俣理恵 二階堂絵美 |
| 2010.9.27                                                                                            | 2011.3.102 | 池田速人    | 池田速人 | （不在） | 笠置わか菜  | 笠置わか菜 | 猪俣理恵 安藤桂子   |
| 2011.5.2                                                                                             | 2013.3.29  | 池田速人    | 池田速人 | 内田智之 | 笠置わか菜  | 笠置わか菜 | 千原礼子            |
| 2013.4.1                                                                                             | 2015.3.27  | 池田速人    | 内田智之 | 内田智之 | 安藤桂子    | 笠置わか菜 | 笠置わか菜          |
| 2015.3.30                                                                                            | 2016.4.1   | 池田速人    | 池田速人 | 池田速人 | 安藤桂子    | 安藤桂子   | 安藤桂子            |
| 2016.4.4                                                                                             | 2017.3.31  | 池田速人    | 池田速人 | 池田速人 | 安藤桂子    | 飯田麻菜美 | 飯田麻菜美          |
| 2017.4.3                                                                                             | 2019.11.29 | 内田智之    | 内田智之 | 内田智之 | 飯田麻菜美  | 飯田麻菜美 | 飯田麻菜美          |
| 2019.12.2                                                                                            | 2020.3.27  | 内田智之    | 内田智之 | 内田智之 | 安藤桂子    | 岩渕葵     | 岩渕葵              |
| 2020.3.30                                                                                            | 2021.10.1  | 坂寄直希    | 内田智之 | 内田智之 | 安藤桂子    | 岩渕葵     | 岩渕葵              |
| - 1フリーアナウンサー - 2金曜に東日本大震災が発生したため。5月まで不規則のシフト体制となる（前述）。 |            |             |          |          |             |            |                     |

### その他
- 土井邦裕 - 天気予報担当（気象予報士・防災士、『ヨジデス』と兼任）  - 2017年4月3日～2021年3月26日
- 松下誠寿 - 天気予報担当（気象予報士、『ヨジデス』と兼任） - 2021年3月29日〜

## 主なコーナー
- 県内ニュース（17時台・18時台）
- 天気予報（17時台）
- マスクにゃんニュース（17時台） - 2020年3月30日～
- 坂寄直希が行っちゃいます!（木曜18時40分頃、2020年4月2日 - ）

テーマ曲は、ビリー・ジョエル「アップタウン・ガール」。
会津鉄道『ふるさと公園駅』から担当。
2019年9月中は月曜から木曜の17時45分頃から放送していたが、2019年10月から火曜・水曜に縮小。さらに2020年4月2日からは週一回の木曜に変更され、放送時間も17時台後半から18時40分頃に変更された。
2019年10月15日からは舞木駅から始まる水郡線の旅は放送される予定だったが、東日本台風の発生で2週延期し10月29日から始まった。また、水郡線も台風で甚大な被害を受け、撮影ロケができなくなり、11月13日の三春駅の旅を最後に水郡線の旅を一旦休止し、11月19日からは代わりに県内の道の駅を巡る旅を放送。2020年2月4日の要田駅から再開した。
- 特集（18時台）
- ふっくんしまちゃん天気予報（18時台）
- ドキドキイマドキ（月曜18時台）
- 福島That's学辞典（火曜18時台）
- ”情景”をもう一度（金曜）
- 東北湯けむり紀行

### ふくしまらーめん道（どう）
2001年4月5日から、毎週水曜日18時40分頃から放送しているコーナー。最初に訪れたラーメン店は、白河市の「火風鼎」。開始当初はリポーターは登場せず、店主自らラーメンを試食し、インタビューを受ける形式だったが、後にリポーター（KFBアナウンサー）が店舗を訪問し、ラーメンを試食し、インタビューを受ける形式に改められた。
基本的にはKFBアナウンサーがリポーターを務め、生放送のスタジオで店舗やラーメンの紹介とナレーションを行うが、不定期に、完パケ（リポーターがスタジオに登場せず、事前にVTRにナレーションを加えたもの）形式で放送される場合もある。また、フリーアナウンサーの武田真紀が登場する場合もある。
2008年3月までKFBアナウンサーだった飯野雅人は、毎回豪快にラーメンを食べ尽くす姿から「ラーメン王子」の渾名が付けた。2003年12月の『ふくしまスーパーJチャンネル年末スペシャル』では、らーめん道特製ラーメンを製作するために、飯野自ら郡山市のラーメン店「正月屋」で修行を行い、特製ラーメン製作に当たった。

## 過去にあったコーナー
- 山形・福島ふるさと自慢対決（山形テレビ『スーパーJチャンネルYTSゴジダス』と共同の生中継リレー企画）
- へそくりクイズ→へそくりクイズR（リターンズ）→ちょっとへそくり
  - 月曜から金曜の17時台最後に放送していた視聴者参加型コーナー。毎回ニュースなどの話題から出題し、電話番号やメールで応募していた。
- 暮らしのマネー塾
- これであなたも経済通
- 中本賢のガサガサ隊が行く
- ドニーマンが行く
- 華麗なる生活（カレーに関するコーナー）
- ふくしまの底力（18時台・震災復興特集）
- よ〜い丼（不定期で火曜18時台）
- Jレジェンド（不定期で火曜18時台）
- 帰って来た!街で人気のパン屋さん（不定期で火曜18時台）
- ふくしまの底力（不定期で火曜18時台）
- Jのイチオシ
- くらしのカタログ（月 - 木曜日のちょっとへそくりの前）
- ふくしまのみんなでソラをライブ （2012年2月20日 - 2013年3月29日）

KFBに気象情報を提供しているウェザーニューズが自社制作番組『SOLiVE24』用に開発した電子投票システム（通称：ソラボタン）を利用して、番組側から出される当日の空模様や体感などの気象に関する質問に対して、番組連動データ放送（地上デジタル放送のみ）や携帯サイトから投票できる空模様実況「ふくしまのみんなでソラをライブ」が実施されている。LAN回線と一部のCATV回線を経由して、地デジ対応テレビやチューナーがインターネットに接続されている場合は、データ放送から直接投票が可能となっていた。
- 気になるJ （月曜 - 木曜17時台）
- 新着ニュースいま何が?（月曜 - 木曜18時台）
- グルメ塾（月曜18時台）
- トコトコぷらっと（不定期火曜18時台）
- 福島の謎（不定期で火曜18時台）
- ○○のプロに聞く（不定期で火曜18時台）
- ランキングJ（第4週除く金曜17時台）
- ふくしまからはじめよう（第4週金曜17時台）
- あの日の証言（毎週水曜18時台）
- あの日にタイムスリップ（17時台）

KFBが持つ秘蔵映像から今日と同じ日の出来事をクイズ形式で紹介。2017年4月から2018年にかけて放送。
- 東京発!（祝日の18時台）
関東地方で、ANN枠終了後に放送している特集をそのまま放送。2015年9月までは毎週金曜日に放送していた。
  - ふくしまここが知りたいデス！（不定期放送）

### 速人の行っちゃいます!
2017年4月3日から2019年8月22日まで、池田速人が、県内の鉄道沿線の始点（あるいは福島県内最初）の駅から終点（あるいは福島県内最後）駅周辺のスポットを散策していたコーナー。コーナー音楽は、池田が1995年から1998年まで司会を務めていた『あいうえお天気目玉焼Lサイズ』のオープニングテーマ曲であったビートルズ『マジカル・ミステリー・ツアー』。
月曜日から木曜日まで、17時45分頃から12分程度の内容にまとめ撮りをして放送し、撮影時には、同行するディレクターと池田が家庭用ビデオカメラを持参して撮影し、取材交渉も池田自らが行った。ロケ撮影時には、特製の法被を着用していたが、2018年8月から9月にかけては、猛暑のため法被は着用しなかった。
2019年8月22日の会津鉄道『会津下郷駅』編の最後に、自ら卒業を発表。9月2日からは坂寄直希がコーナーを引き継ぎ、『坂寄直希が行っちゃいます!』がスタート。ロケ地も『会津下郷駅』の次の駅である『ふるさと公園駅』から再開した。

#### 訪れた沿線と駅
- 東北本線貝田駅（国見町） - 白坂駅（白河市）（2017年4月3日 - ）
- 福島交通飯坂線
- 磐越西線・徳沢駅（西会津町）まで（～2018年12月20日）
- 水郡線磐城守山駅（郡山市） - 矢祭山駅（矢祭町）（2019年1月 - 2019年5月31日）
- 会津鉄道・西若松駅（会津若松市） - 会津下郷駅（下郷町）（2019年6月 - 2019年8月22日）

## 放送時間
| 期間          | 期間          | 放送時間（日本時間）   | 放送時間（日本時間）   |
| 期間          | 期間          | 月曜 - 木曜            | 金曜                   |
| ------------- | ------------- | ---------------------- | ---------------------- |
| 1997年3月31日 | 2000年9月29日 | 16:50 - 18:57（127分） | 16:50 - 18:57（127分） |
| 2000年10月2日 | 2003年3月28日 | 16:55 - 18:57（122分） | 16:55 - 18:57（122分） |
| 2003年3月31日 | 2005年3月25日 | 17:00 - 18:57（117分） | 17:00 - 18:57（117分） |
| 2005年3月28日 | 2005年7月1日  | 16:55 - 18:57（122分） | 16:55 - 18:57（122分） |
| 2005年7月4日  | 2010年4月2日  | 16:54 - 18:57（123分） | 16:54 - 18:57（123分） |
| 2010年4月5日  | 2010年10月1日 | 17:00 - 18:57（117分） | 17:00 - 18:57（117分） |
| 2010年10月4日 | 2012年9月28日 | 16:54 - 18:57（123分） | 16:54 - 18:57（123分） |
| 2012年10月1日 | 2014年3月28日 | 16:53 - 18:57（124分） | 16:53 - 18:57（124分） |
| 2014年3月31日 | 2015年3月27日 | 16:53 - 19:00（127分） | 16:53 - 18:55（122分） |
| 2015年3月30日 | 2020年3月27日 | 16:50 - 19:00（130分） | 16:50 - 18:55（125分） |
| 2020年3月30日 | 2021年3月26日 | 16:40 - 19:00（140分） | 16:40 - 18:55（135分） |
| 2021年3月29日 | 2021年10月1日 | 16:40 - 18:45（125分） | 16:40 - 18:45（125分） |

## その他
- 2017年末は12月27日で放送終了。当日は、『ふくしまスーパーJチャンネル年末拡大SP』と題し、16:30 - 18:55に大幅拡大し放送した。その後、28日・29日は東京発の『スーパーJチャンネル』を臨時フルネットで放送。県内ニュース・天気予報は16:45 - 16:50に『KFBニュース』を放送し補完した。
- 2018年末は12月25日で放送終了。なお、当日は『ふくしまスーパーJチャンネル年末スペシャル 新しい時代へ』と題し、16:30 - 19:00に大幅拡大し放送した。その後、26日 - 28日は当番組休止の代替として16:46 - 16:50に『KFBニュース』を放送。16:50からは東京発の『スーパーJチャンネル』を臨時フルネットで放送した。